# Generaloberst im Range eines Generalfeldmarschalls
Generaloberst im Range eines Generalfeldmarschalls lub Generaloberst mit dem Range als Generalfeldmarschall (pol. generał-pułkownik w stopniu feldmarszałka) – honorowy stopień generalski w siłach lądowych Armii Cesarstwa Niemieckiego, Reichswehry oraz Wehrmachtu.

## Historia

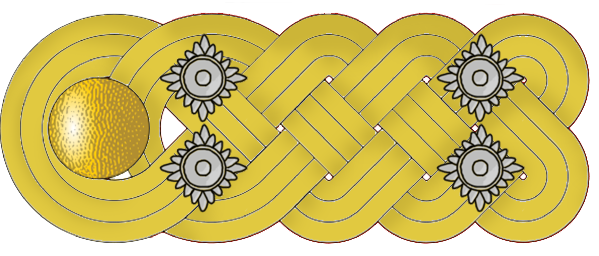
Naramiennik Generaloberst mit dem Rang als Generalfeldmarschall (1911–1919)

Stopień Generaloberst został utworzony w 1854 roku, pierwotnie dla cesarza Wilhelma I, ponieważ członkowie rodziny królewskiej nie byli awansowani do rangi marszałka polnego, gdyż stopień ten można było uzyskać jedynie za ważne zasługi w czasie wojny. W XIX wieku stopień Generaloberst był stopniem honorowym i zazwyczaj nadawanym tylko członkom rodzin książęcych. Regularny awans zawodowych oficerów do tego stopnia rozpoczął się dopiero w 1911 roku.
Ponieważ stopień Generalfeldmarschall był nadawany tylko w czasie wojny, utworzono dodatkowe wyróżnienie, Generaloberst im Range eines Generalfeldmarschalls. Generałowie awansowani na ten stopień mieli prawo nosić trzy gwiazdki i skrzyżowane laski marszałkowskie na naramiennikach (w porównaniu do trzech gwiazdek u generała-pułkownika), jednak w 1911 roku laski marszałkowskie zostały zastąpione przez cztery gwiazdki. Stopień ten otrzymali m.in. Hans von Plessen i Alexander von Pape.

## Galeria

Epolety do munduru galowego